# Scarborough Castle

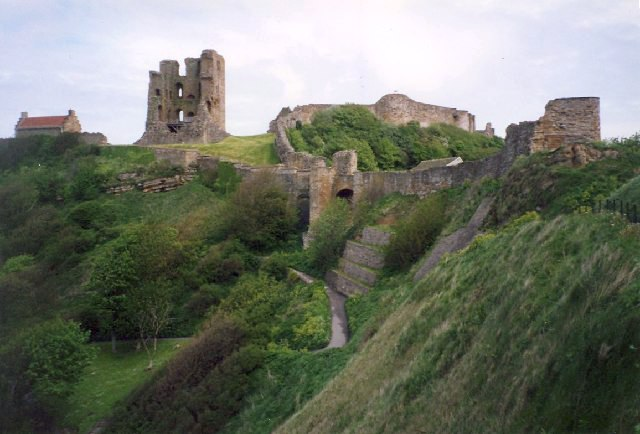
Donjon und Kurtine von Scarborough Castle

Scarborough Castle ist eine Burgruine und ehemalige königliche Festung auf einem Felsvorsprung über der Nordseeküste bei Scarborough in der englischen Verwaltungseinheit North Yorkshire. Das Anwesen der Burg mit seiner Siedlung aus der Eisenzeit, einer römischen Signalstation, der angelsächsisch-skandinavischen Siedlung mit Kapelle, der Einfriedung aus dem 12. Jahrhundert und der Batterie aus dem 18. Jahrhundert gilt als Scheduled Monument von nationaler Bedeutung.
Befestigungen für eine hölzerne Burg wurden in den 1130er-Jahren gebaut, aber die heute noch sichtbare steinerne Burg stammt aus den 1150er-Jahren. Über die Jahrhunderte wurden verschiedene weitere Gebäude hinzugefügt. Dabei haben mittelalterliche Monarchen intensiv in die damals wichtige Festung investiert, die die Küste von Yorkshire, den Handelshafen von Scarborough und den Norden Englands vor schottischen Einfällen oder solchen aus Nord- und Westeuropa schützte. In verschiedenen Bürgerkriegen wurde die Burg weiter befestigt und verteidigt, ebenso wie bei Belagerungen und anderen Konflikten, wenn die Könige mit konkurrierenden Adligen kämpften, sich einer Rebellion gegenübersahen oder sich mit republikanischen Kräften stritten. Allerdings führten der Frieden mit Schottland und die Beendigung der Bürgerkriege und der Kriege mit Nord- und Westeuropa im 17. Jahrhundert für die Burg zu einem Verlust an Bedeutung.
Einst war die Burg mit Garnisonen belegt und von Gouverneuren geleitet, die oft die Stadt bedrohten. Seit den Belagerungen des englischen Bürgerkrieges liegt die Burg in Ruinen, zieht aber viele Besucher an, die die Wehrgänge erklimmen, den Ausblick von dort genießen, die interaktiven Ausstellung betrachten und an den Veranstaltungen von English Heritage teilnehmen.

## Geschichte

### Frühe Geschichte
Archäologische Ausgrabungen in den 1920er-Jahren förderten Beweise für eine Wallburg auf der Landzunge, auf der heute die Burgruine steht, zu Tage. Die Funde wurden auf 900–500 v. Chr. datiert, also etwa auf das Ende der Bronzezeit und den Anfang der Eisenzeit. Bei den Fundstücken, die bis zu 3000 Jahre alt sind, befindet sich auch ein Schwert aus der Bronzezeit, das vermutlich zu den ritualen Gaben gehörte. Sie sind auf der Burg ausgestellt.
Im 4. Jahrhundert wurde eine römische Signalstation, eine von mehreren an der Küste von Yorkshire, auf der Landzunge oben auf der Klippe gebaut. Die Station diente der Warnung vor sich annähernden feindlichen Schiffen. Sie machte sich eine natürliche Süßwasserquelle zu Nutze, die später unter dem Namen Well of Our Lady bekannt wurde. Die Überreste der Signalstation wurden in den 1920er-Jahren ausgegraben und es zeigte sich, dass sie einen quadratischen Grundriss hatte und um einen kleinen Hof herum angelegt war. Ihre Diagonale betrug 33 Meter und sie war aus Holz auf steinernen Fundamenten errichtet. Sie besaß ein Torhaus und einen Graben außen herum.
Die Angelsachsen bauten um das Jahr 1000 eine Kapelle an der Stelle der Signalstation, deren Überreste heute noch sichtbar sind. Man nimmt an, dass sie während der Invasion von Harald Hardrada 1066 zerstört wurde. Ein viel späteres isländisches Gedicht erzählt, dass eine Wikingersiedlung um den Hafen 1066 von Hardradas Truppen niedergebrannt worden wäre, die ein großes Freudenfeuer auf der Landzunge entfacht hätten, um brennende Strohballen anzuzünden, die sie dann nach unten auf die Siedler schleuderten. Es gibt allerdings keine archäologischen Beweise für solch einen Vorfall oder auch nur für die Anwesenheit der Wikinger. Der erste Beweis für eine Siedlung am Hafen fällt zeitlich mit dem Bau der steinernen Burg um 1157–1164 zusammen. Sie wuchs aus einer kleinen Siedlung um die hölzerne Festung, die durch die steinerne Burg ersetzt wurde.

### Entwicklung und Niedergang
Wilhelm le Gros, Graf von Aumale, ein mächtiger anglo-normannischer Baron und Großneffe von Wilhelm dem Eroberer, baute eine hölzerne Festung, nachdem er 1138 von König Stephan als Lohn für seinen Sieg bei der Standartenschlacht zum Earl of York gemacht worden war. Wilhelm le Gros könnte die Stadt Scardeburg nochmals gegründet haben, wenn es auch dafür kaum Beweise gibt. Wie bei anderen Burgen wird es aber wenigstens eine kleine Siedlung in der Nähe gegeben haben. Einige Informationen über den Bau der Burg sind in der Chronik von William of Newburgh enthalten, einem Mönch, der in den 1190er-Jahren über ihre Gründung schrieb. Die Burg hatte einen Torturm, eine Kurtine, einen trockenen Burggraben und eine Kapelle. Diese Motte verschwand später, wobei nur noch der kleine Erdwall der Motte in der heutigen Kernburg zu sehen ist.

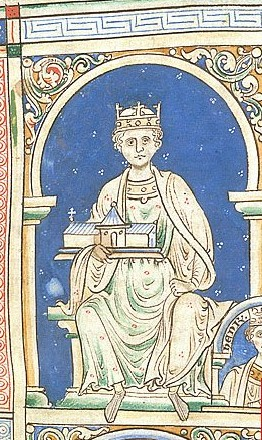
Heinrich II. war für den größten Teil der originalen Steingebäude der Burg verantwortlich. Er ließ mit den Arbeiten in den 1150er-Jahren beginnen und zahlte £ 682 dafür.

Das Schicksal der ursprünglichen Befestigungen ist unklar. Heinrich II. befahl, alle königlichen Burgen an die Krone zurückzugeben. Seine Politik war die Zerstörung ungenehmigter Burgen, die ohne königliche Erlaubnis während Stephans chaotischer Regentschaft gebaut worden waren. Anfangs wehrte sich Wilhelm le Gros gegen die Übergabe von Scarborough Castle, das er auf einer königlichen Grundherrschaft errichtet hatte, aber dann erreichten Heinrichs Truppen York. Die hölzerne Burg verschwand – William of Newburgh, der etwa in dieser Zeit schrieb, gab an, dass das Gebäude bereits wegen seines Alters und durch Wind und Wetter gelitten hätte und auf der windigen Landzunge ohne vernünftige Chance auf Reparatur verbraucht gewesen sei. Spätere Interpretationen sehen dies als nicht plausibel an und vertreten die Meinung, dass Heinrich Scarborough Castle seinen Stempel aufdrücken wollte, indem er Wilhelm le Gros' Fort zerstörte und den sehr viel stärkeren Steinkomplex schaffen ließ.
Ab etwa 1157 ließ Heinrich II. die Burg in Stein neu erbauen. Der größte Teil der Bauarbeiten wurden zwischen 1159 und 1169 durchgeführt, als der dreistöckige Donjon errichtet wurde und eine steinerne Mauer die hölzernen Palisaden zum Schutz der Kernburg ersetzte. Gegen Ende der Regentschaft Heinrichs II. war eine Gesamtsumme von £ 682, sh 15 und p 3 in die Burg investiert worden, wovon £ 532 zwischen 1157 und 1164 ausgegeben worden waren. Heinrichs jährliches Einkommen während seiner Regentschaft war etwa £ 10.000. Die Burg wurde für die Krone eine strategische Feste im Norden. Heinrich II. verlieh der Stadt, die er neben der Burg gefördert hatte, den Titel eines Royal Borough.
Während Richard I. (Regierungszeit 1189–1199) nichts in die Burg investierte, ließ sein Bruder, Johann Ohneland (Regierungszeit 1199–1216) sie als komfortable Residenz für sich selbst und sein Gefolge herrichten. Die Barone aus dem Norden lehnten sich sehr gegen die Regentschaft von Johann Ohneland auf und so wurde Scarborough Castle als strategisches Bollwerk befestigt. Johann besuchte in seiner Regierungszeit die Burg viermal und investierte eine beachtliche Summe Geldes in sie. In den Jahren 1202–1212 ließ er die Kurtine auf der West- und Südseite der Burg bauen, ebenso wie einen neuen Rittersaal, der zunächst King's Chamber und später Mosdale Hall genannt wurde. Insgesamt investierte Johann Ohneland £ 2291, sh 3 und p 4 in die Burg. Darin sind £ 780 für die Reparatur des Daches des Donjons 1211–1212 enthalten. Johann Ohneland investierte mehr in die Burg als jeder andere Monarch. Die Pipe Rolls, Aufzeichnungen über die königlichen Ausgaben, zeigen, dass Johann Ohneland während seiner Regentschaft über £ 17.000 für 95 Burgen ausgab, und Scarborough Castle erhielt am meisten von diesem Betrag.
Die Verbesserungen wurden unter Heinrich III. (Regierungszeit 1216–1272) fortgeführt. Damals war Scarborough ein prosperierender Hafen und so besuchte Heinrich nie die Burg. Der König investierte hohe Summen in ihre Erhaltung. Etwa 1240–1250 ließ er eine neue Barbakane bauen, die aus zwei Türmen am Eingangsweg und zwei weiteren Türmen am Zugang dazu bestand. Diese wurden 1343 fertiggestellt, wurden aber seither stark verändert. Damals war die Burg eine starke Basis, die ein skrupelloser Gouverneur missbrauchen konnte: Geoffrey de Neville der im 13. Jahrhundert 20 Jahre lang Gouverneur war, nutzte die Garnison, um sich Güter aus dem Hafen anzueignen. Nachdem Gouverneure nicht zwangsläufig auf der Burg lebten, schoben sie sich oft die Gelder des Königs in die eigene Tasche, anstatt sie für Reparaturen zu verwenden. Mitte bis Ende des 13. Jahrhunderts verfielen die Befestigungen der Burg langsam, Bodenbeläge verrotteten, Dachziegel fehlten und in den Arsenalen gab es keine Waffen mehr. Die Korruption griff unter den Küstern der Burg weiter um sich, die ohne Furcht vor Strafe handelten, da sich die Burg außerhalb der Gerichtsbarkeit der Stadt befand. In den 1270er-Jahren ließ Gouverneur William de Percy die Hauptstraße nach Scarborough sperren und forderte illegale Zölle.
Trotz ihres Verfalls wurde die Burg 1265 an Prinz Eduard, dem späteren Eduard I. (Regierungszeit 1272–1307), übergeben, der dort 1275 und 1280 Hof hielt. Im Jahre 1295 waren Feinde seiner Angriffe zur Unterjochung von Wales in der Burg inhaftiert.

### Belagerung von Piers Gaveston 1312
Henry de Percy, der die Burg ab 1308 leitete, ließ ein Backhaus, ein Brauhaus und Küchen in der Kernburg einrichten und die Burg wurde wiederum in eine wichtige Festung verwandelt. Eduard II. (Regierungszeit 1307–1327) ließ einige seiner schottischen Feinde 1311 dort einsperren. Im Jahre 1312 gab er Isabella de Vesci Bamburgh Castle und Scarborough Castle zu Lehen. Die Burg schien der richtige Platz für den favorisierten Ritter des Königs, den Gascogner Piers Gaveston, Schutz zu suchen, als er von den Baronen verfolgt wurde, die dem König die Verordnungen von 1311 auferlegt hatten. Diese Verordnungen sollten die Macht des Königs zu begrenzen und die Barone sahen in Gaveston eine Gefährdung ihrer Interessen. Sir Robert Felton war 1311 Gouverneur der Burg und wurde 1314 in Stirling erschlagen. Im April 1312 machte König Eduard Piers Gaveston zum Gouverneur von Scarborough Castle, aber seine Amtsführung währte nur kurz. Im Mai desselben Jahres belagerten der Earl of Pembroke und der Earl of Warenne zusammen mit Henry de Percy die Burg und nahmen sie ein. Trotz ihrer starken Befestigungen fiel sie wegen fehlender Vorkehrungen bald. Gaveston versprach man freies Geleit von der Burg, aber auf seiner Reise nach Süden wurde er vom Earl of Warwick gefangen genommen und umgebracht. Der Stadt Scarborough erging es nur wenig besser: Eduard bestrafte die Stadt mit dem Entzug der königlichen Privilegien und unterstellte sie direkt dem jeweiligen Gouverneur der Burg, weil sie Gaveston unterstützt hatte.

### Weitere Angriffe und Verfall, 1318–1635
Zu Zeiten des Hundertjährigen Krieges (1337–1453) war Scarborough ein wichtiger Hafen für den Wollhandel und wurde daher mehrmals von feindlichen Kräften angegriffen. Nachdem es Gerüchte über einen französischen Angriff gegeben hatte, wurde 1393 eine Untersuchung über den Zustand der Burg durchgeführt, die zur Ausführung von Reparaturen in den Jahren 1396 und 1400 führte. Heinrich VI. (Regierungszeit 1422–1461; 1470–1471) befahl umfangreiche Reparaturen in den Jahren 1424–1429. Richard III. (Regierungszeit 1483–1485) war der letzte Monarch, der das Anwesen der Burg betrat. Er residierte 1484 in der Burg und stellte dort eine Flotte zur Bekämpfung der Tudors auf. Den Kampf und sein Leben verlor er aber im Folgejahr.
Nach Angriffen von Streitkräften aus Frankreich und Schottland Anfang des 16. Jahrhunderts versuchte 1536 Robert Aske ohne Erfolg, die Burg während der Pilgrimage of Grace einzunehmen. Dies war eine Revolte gegen die Auflösung der Klöster und den Bruch Heinrichs VIII. (Regierungszeit 1509–1547) mit der katholischen Kirche. 1537 wurden erneut Reparaturen an der Burg durchgeführt und 1538 verwendete der Gouverneur Sir Ralph Eure ein Teil der Eindeckung der Türme, um einen Braukessel zu bauen. Eure berichtete dann, dass einige Wände eingestürzt seien. Im Jahre 1557 nahmen Streitkräfte, die Thomas Wyatt ergeben waren, der gegen die Regentschaft von Maria I. (Regierungszeit 1553–1558) und den Katholizismus aufbegehrte, verkleidet als Bauern, die Burg ein. Ihr Anführer, Thomas Stafford, hielt die Burg drei Tage lang und wurde anschließend wegen Hochverrats auf dem Tower Hill hingerichtet.

### Die Belagerungen im Bürgerkrieg 1642–1648
Im September 1642, bei Ausbruch des englischen Bürgerkrieges (1642–1651), besetzte Sir Hugh Cholmeley als Oliver Cromwell treuer Roundhead die Burg, wechselte dann aber im März 1643 die Seiten. Auf Cholmleys Geheiß wurde die Burg wieder befestigt; auch wurde die South Steel Battery für die Artillerie angebracht. Nach Cholmleys Treuebruch waren die Burg mit ihrer Garniscon von 700 royalistischen Soldaten, die Stadt und der strategisch wichtige Versorgungshafen auf der Seite Karls I. (Regierungszeit 1625–1649). Die Parlamentaristen sahen Scarborough Castle als lohnendes royalistisches Ziel an, da sich dort der einzige Hafen befand, der nicht von ihnen kontrolliert wurde.
Am 18. Februar 1645 nahm Sir John Meldrum die Stadt für die Parlamentaristen ein und schnitt so den Royalisten sämtliche Fluchtrouten über Land und über See ab. Am selben Tag zog sich Cholmley in seine Burg zurück und weigerte sich, aufzugeben, sodass sich die Parlamentaristen auf eine Belagerung vorbereiteten, die fünf Monate lang dauern sollte – eine der blutigsten des gesamten Bürgerkrieges mit fast durchgehenden Kämpfen. Die Parlamentaristen stellten in der Marienkirche aus dem 12. Jahrhundert unterhalb der Burg die damals größte Kanone im Land auf, die Canon Royal, und begannen, Kanonenkugeln mit 56–65 Pfund (= 25–29 kg) Gewicht zu verschießen, die die Befestigungen der Burg zerschlugen. Im Gegenzug wurde die Kirche in den drei Tage lang dauernden Kämpfen weitgehend zerstört. Das Bombardement zerstörte den Donjon zum Teil, aber die äußeren Mauern der Burg brach es nicht. Die Roundheads schafften es nicht, die Burg einzunehmen und es folgte eine Periode besonders blutiger Kämpfe Mann gegen Mann um die Barbakane, in denen Sir John Meldrum fiel.
Im Juli wendete sich das Kriegsglück zugunsten der Parlamentaristen: Bombardierungen, Skorbut, Wassermangel und vielleicht auch ein Mangel an Schießpulver, sowie die Angst vor dem Verhungern veranlasste die nur noch 25 kampfbereiten Männer in der Burg zur Aufgabe am 25. Juli 1645. Nur etwa die Hälfte der ursprünglich 500 Mann starken Garnison entkam der Belagerung lebend. Anschließend wurde die Burg repariert und mit 160 parlamentaristischen Soldaten wiederbewaffnet. Matthew Boynton, der neue Gouverneur von Scarborough Castle, aber schwenkte am 27. Juli 1648 erneut zur royalistischen Seite um, nachdem die Soldaten von den Roundheads nicht bezahlt worden waren. Dies führte zu einer zweiten Belagerung, die die Burg am 19. Dezember 1645 erneut unter parlamentaristische Kontrolle brachte, weil die Garnison sowohl durch den beginnenden Winter als auch durch die Kämpfe mit den Roundhead-Truppen besiegt wurde. Zwischen 1642 und 1648 wechselte die Burg siebenmal die Seiten. Später diente die Burg als Gefängnis für diejenigen, die man in der kurzen republikanischen Periode des Landes für Feinde des Commonwealth of England hielt. Die Außenwände des Donjons sind – mit Ausnahme der Westmauer, die bei den Bombardierungen zerstört wurde – bis heute erhalten. Nach der Stuart-Restauration 1660 wurde Scarborough Castle an die Krone zurückgegeben.

### Ab 1660

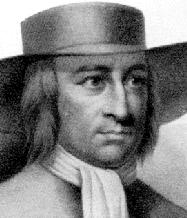
George Fox, der die Quäker gründete, wurde im 17. Jahrhundert auf Scarborough Castle inhaftiert.

Die Burg diente ab den 1650er-Jahren als Gefängnis; die Garnison wurde 1658 verstärkt und 1662 wurde Scarborough Castle an das Königshaus zurückgegeben. George Fox (1624–1691), Gründer der Quäkerbewegung, wurde dort von April 1665 bis September 1666 wegen religiöser Aktivitäten, die als schädlich für König Karl II. (Regierungszeit 1660–1685) angesehen wurde, eingesperrt. Die Burg verfiel erneut: Jakob II. (Regierungszeit 1685–1688) bestückte sie nicht mit einer Garnison; er hielt ihre Befestigungen für stark genug, jedem holländischen Angriff zu widerstehen, aber die Stadt Scarborough wurde von Wilhelm von Oranien in der Glorious Revolution, die Jakob vom Thron verdrängte, eingenommen.
Die jakobitische Rebellion von 1745, eine Reihe von Erhebungen mit dem Ziel der Wiedererlangung des Throns für das katholische Haus Stuart, fand 1746 die Burg wiederbefestigt mit Kanonenbatterien und Kasernen für 120 Offiziere und Mannschaften. Der Donjon diente als Pulvermagazin und auch die ‚‘South Steel Battery‘‘ war wieder aufgebaut. Eine Kaserne mit 12 Abteilungen war für 120 Soldaten ausgelegt. Drei Batterien entstanden zum Schutz von Stadt und Hafen. Zwei davon waren nach Süden ausgerichtet und eine nach Norden. 1748 wurde das Haus des Chefkanoniers gebaut und diente bis Anfang des 20. Jahrhunderts als Wohnung. Heute ist dort eine Ausstellung über die Burg untergebracht. In dieser Zeit gab es keine Kämpfe um die Burg. Später führte die Angst vor einer französischen Invasion in den Koalitionskriegen zur Einrichtung einer permanenten Garnison auf der Burg, die bis Mitte des 19. Jahrhunderts erhalten blieb. Im Jahre 1796 waren französische Kriegsgefangene auf Scarborough Castle inhaftiert.
Im Ersten Weltkrieg wurde Scarborough nach der Bombardierung der Stadt durch zwei Kriegsschiffe des Deutschen Reiches, die Derfflinger und die Von der Tann, am 16. Dezember 1914 für britische Propagandazwecke genutzt. Der Beschuss tötete 19 Menschen und beschädigte den Donjon der Burg, ihre Kurtine und ihre Kaserne. Die Burg wurde durch die 500 Geschosse, die auf sie und die Stadt niederprasselten, schwer beschädigt. Die Kaserne musste wegen zu schwerer Beschädigungen anschließend abgerissen werden. Im Zweiten Weltkrieg diente die Burg als geheimer Horchposten.

## Konstruktion

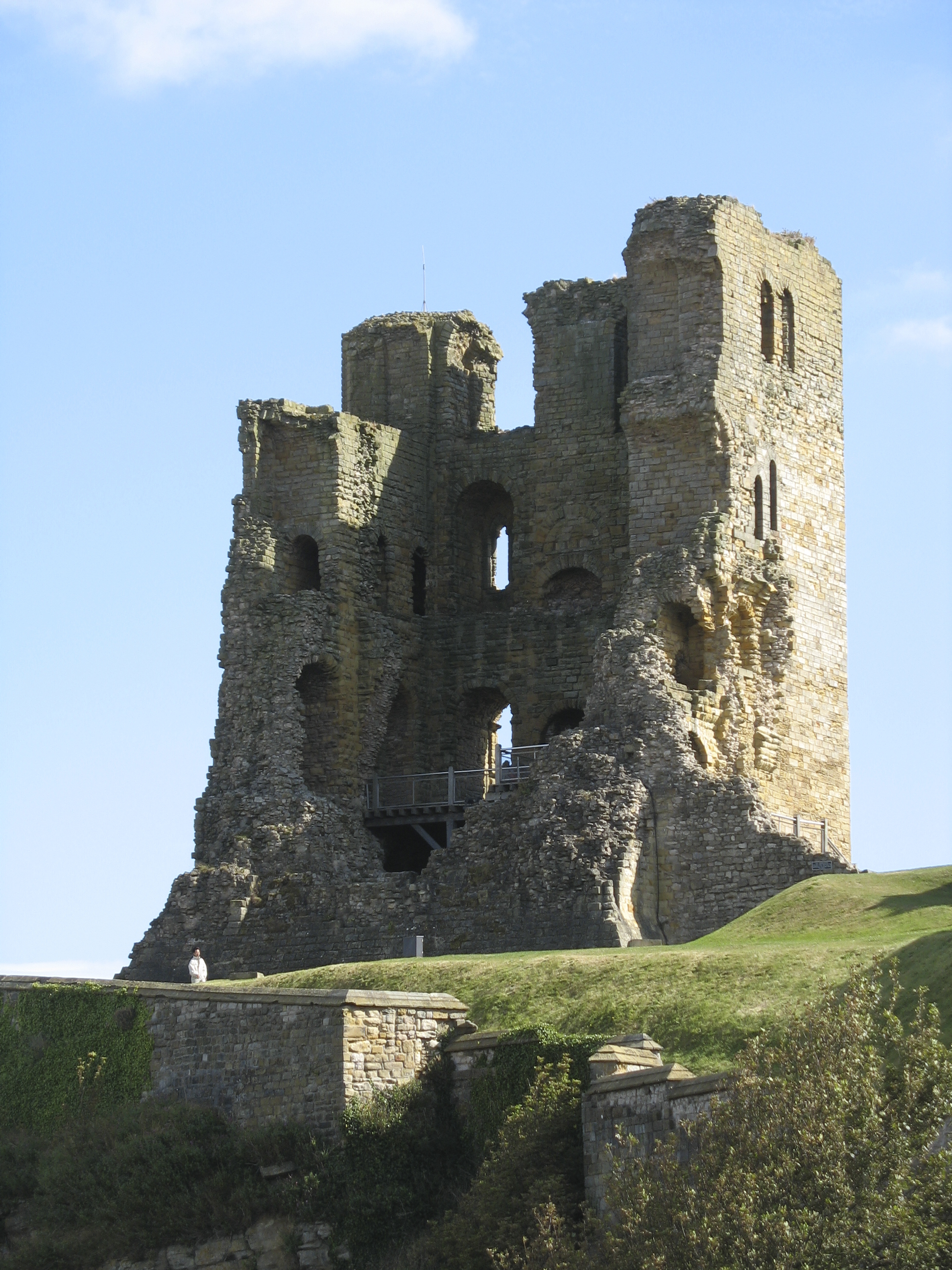
Der Donjon aus dem 12. Jahrhundert

Der Standort auf einer natürlichen Landzunge, die an drei Seiten über 100 Meter hohe, steile Klippen ins Meer abfällt, hat sich als vorteilhaft erwiesen. Der Felsvorsprung ist mit dem Festland durch eine Landenge verbunden. Dort wurde ein Halsgraben angelegt und eine Mauer oder Palisade mit Torhaus an der südwestlichen, dem Land zugewandten Seite gebaut. Die steinerne Kurtine stammt vom Ende des 12. oder Anfang des 13. Jahrhunderts. Sie wurde durch 12 runde Türme die in bestimmten Abständen auf die 230 m lange Mauer gesetzt wurden, verstärkt. Die Burgmauer umschließt die inneren Gebäude der Burg nicht. Der Eingang besteht aus einer Barbakane zum Schutz des Eingangsweges, die im 14. Jahrhundert fertiggestellt wurde, und wird von zwei halbrunden Türmen auf erhöhtem Terrain flankiert. Veränderungen an der Barbakane haben Beweise für ein Fallgatter und seine Laufschienen beseitigt. Die Barbakane steht an der Stelle einer Befestigung aus dem 12. Jahrhundert, die nahe den Überresten einer angelsächsischen Kapelle aus dem 11. Jahrhundert gebaut wurde.
Nach dem Haupteingangsweg führt eine Steinbrücke, die 1337–1338 erbaut wurde und zwei frühere Zugbrücken ersetzte, zu den Burghöfen. Sie führt zur Kernburg, in der Handwerksbetriebe, Büros, eine Küche und ein Lagerbereich untergebracht waren. Üblicherweise gelangt man in eine Kernburg durch die Vorburg, aber auf Scarborough Castle ist das umgekehrt.
Der 26 Meter hohe Donjon aus dem 12. Jahrhundert und der 50 Meter tiefe Brunnen liegen in der Kernburg. Der Donjon mit seinem Eingang im ersten Obergeschoss ist als Hülle erhalten, wobei die Westmauer, die Innenwände und das Dach wegen des Bombardements im 17. Jahrhundert fehlen. Mit seiner schräg abfallenden Plinthe zur besseren Verteidigung, seinem flachen Dach und vier Türmchen war dieses quadratische, vierstöckige Gebäude einst über 30 Meter hoch. Die Burgmauern variieren in der Dicke von 3,30 Meter bis 5 Meter; die Westmauer ist die stärkste. Es gibt verschiedene Fenster, einige davon zugemauert. Die Ecken sind dekorativ abgerundet. Auf Höhe des 1. Obergeschosses in der Westmauer gibt es Überreste eines Herdes, wo sich einst ein einzelner Rittersaal befand, in dem die Bewohner aßen und oft auch schliefen. Das 2. und 3. Obergeschoss waren jeweils in zwei Räume für wichtige Gäste und den Gouverneur unterteilt und das Erdgeschoss diente als Lager. Geoelektrikuntersuchungen in der Kernburg Ende des 20. Jahrhunderts zeigten die Lage weiterer Gebäude aus dem 12. Jahrhundert auf.

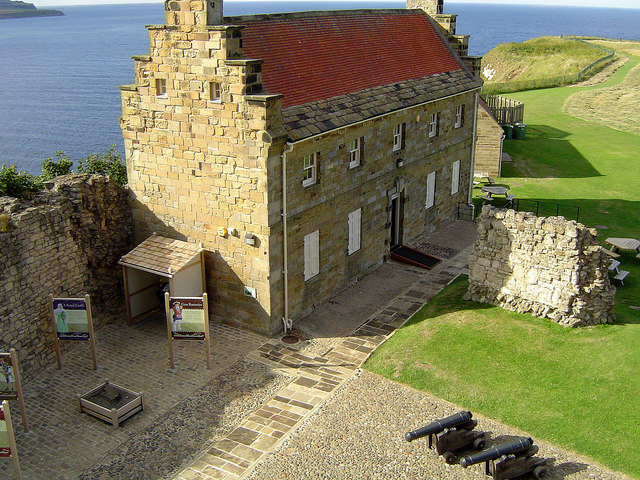
Haus des Chefkanoniers

Die Burghöfe sind durch eine Steinmauer und einen Graben getrennt. Es gibt zwei bewehrte Durchlässe. In der größeren Vorburg fanden Veranstaltungen statt, es wurden Gemüse angebaut und Tiere gehalten. Es gab einen Friedhof und eine Marienkapelle, die vollständig verschwunden ist, wenn man auch die Überreste einer angelsächsischen Kapelle anstelle einer alten römischen Signalstation heute noch sehen kann. Ein 30 Meter langes Gebäude aus dem 12. Jahrhundert zur Aufnahme königlicher Gäste stand in der Vorburg. Es beherbergte eine lange Halle und eine private Schlafkammer mit offenem Kamin für den Monarchen, ebenso wie Räume zur Lagerung und zur Bereitung von Speisen. Dieses Gebäude wurde irgendwann vor der Aufnahme 1538 abgerissen, in der es nicht mehr erwähnt ist. Nur Fundamente davon, die 1888 ausgegraben wurden, gibt es noch.
In der Vorburg kann ein Gebäude namens King's Chamber oder Mosdale Hall, das nach einem Gouverneur benannt wurde, der es modernisieren ließ, als Beispiel für die Veränderungen an der Burg über die Jahre gelten. Es wurde ursprünglich im 13. Jahrhundert errichtet und von Mosdale nach 1397 modernisiert. Das zweistöckige Gebäude, das an die Kurtine angebaut war, wurde im 18. Jahrhundert in eine Kaserne aus roten Ziegeln umgebaut. Nach schweren Beschädigungen durch deutschen Kanonenbeschuss 1914 musste es abgerissen werden. Das rote Ziegelmauerwerk ist neben der viel älteren, äußeren Steinmauer von der Südbucht von Scarborough aus deutlich sichtbar. Der Queen's Tower aus dem 13. Jahrhundert in der Burgmauer in der Nähe hatte ebenfalls verschiedene Verwendungen: Anfangs war er ein luxuriöser Wohnturm mit privaten Latrinen; eine Loggia und große Fenster mit Blick auf die Buchten wurden 1320 hinzugefügt. Zwei dieser drei Fenster wurden später zugemauert und eines davon in einen Schrank mit Abfallabwurf umgebaut. Das Haus des Chefkanoniers, das 1748 errichtet wurde, diente bis zum Anfang des 20. Jahrhunderts als Wohnhaus.

### Entwicklung zur Touristenattraktion
In der zweiten Hälfte des 19. Jahrhunderts wurde die Burg zu einer Touristenattraktion. Die Fundamente des mittelalterlichen Rittersaals wurden 1888 ausgegraben und eine Fotografie aus dem Jahr 1890 zeigt Besucher, die das Anwesen zum Bogenschießen nutzen. 1920 wurde das Anwesen vom Ministry of Works übernommen. Der Abriss der Kaserne aus dem 18. Jahrhundert förderte die mittelalterlichen Fundamente der Mosley Hall zu Tage, die man heute noch sehen kann.

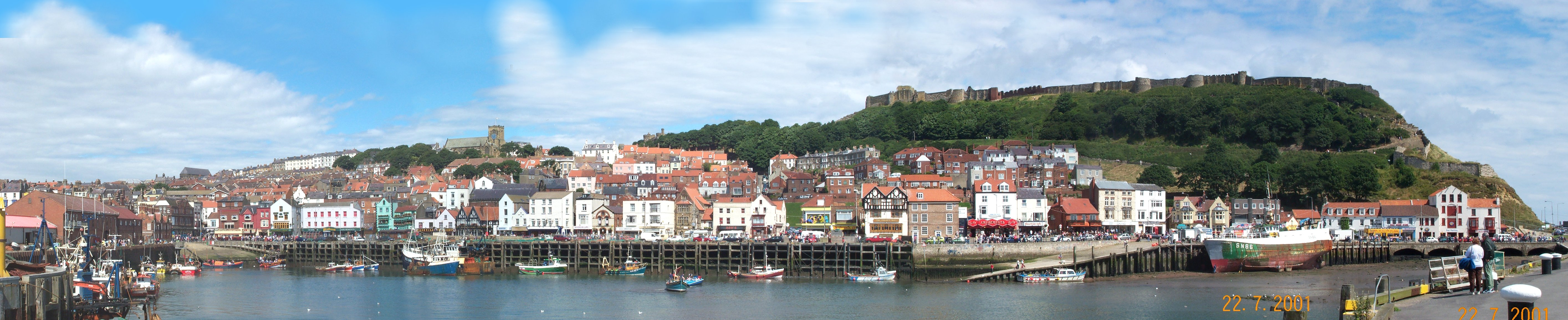
Scarborough Castle thront auf dem Felsvorsprung über der Stadt.

Die Burg, ein Scheduled Monument, wird seit 1984 von English Heritage verwaltet. Es werden dort – üblicherweise im Sommer – verschiedene Veranstaltungen abgehalten, z. B. zu den Themen Piraten und Robin Hood. Das Anwesen der Burg soll von Geistern heimgesucht werden – und zwar von 3 Stück, darunter ein römischer Soldat. Im Haus des Chefkanoniers, heute ein Museum, findet sich als wichtigstes Stück der Ausstellung ein Schwert aus der Bronzezeit, das 1980 entdeckt wurde. English Heritage investierte £ 250.000 in die Gestaltung der Burg als Touristenattraktion. Ein Besucherzentrum vermittelt den Zugang zu den ausgedehnten Überresten der Burg und bietet eine Ausstellung von Artefakten von dem Anwesen sowie Aussichtsplattformen. 2024 betrug die Besucherzahl etwa 62.000 Personen.